# Schoenoplectus decipiens
Schoenoplectus decipiens är en halvgräsart som först beskrevs av Christian Gottfried Daniel Nees von Esenbeck, och fick sitt nu gällande namn av Jean Raynal. Schoenoplectus decipiens ingår i släktet sävsläktet, och familjen halvgräs. Inga underarter finns listade i Catalogue of Life.